# Бейкер (острів)
О́стрів Бе́йкер (англ. Baker Island) — залежна територія США, невеликий незаселений атол в Тихому океані, трохи північніше екватору, за 3100 км (1670 морських миль) на південний захід від Гаваїв. Острів — майже на півдорозі між Гаваями і Австралією. Його найближчий сусід — острів Гауленд (англ. Howland) за 68 км на північ.

## Географія
Координати острову — 0°11.7′ пн. ш. 176°28.7′ зх. д. / 0.1950° пн. ш. 176.4783° зх. д.. Площа 1,64 км², довжина берегової лінії 4800 м. Клімат екваторіальний, з маленькою кількістю опадів, постійним вітром, і сильною сонячною радіацією. Місцевість низовинна і піщана: кораловий острів, оточений вузьким рифом. Найвища точка знаходиться на 8 метрів вище за рівень моря.
Природних джерел прісної води немає. Рослинність представлена в основному травами і чагарниками, дерев немає. Острів служить притулком безлічі морських птахів.

## Історія
США оголосили свої права на острів в 1857 р., посилаючись на Закон про острови з покладами гуано, прийнятий в США в 1856 р. З 1886 по 1934 р. Бейкер мав статус Заморської території Великої Британії. Обидві країни вели тут здобич гуано. 
Освоєння острова було перерване Другою світовою війною.
На даний час США підтримують тут свою виняткову економічну зону радіусом 200 морських миль.